# Chlorophorus mjoebergii
Chlorophorus mjoebergii är en skalbaggsart som beskrevs av Aurivillius 1917. Chlorophorus mjoebergii ingår i släktet Chlorophorus och familjen långhorningar. Inga underarter finns listade i Catalogue of Life.